# Рябокляч Андрій Карпович
Андрій Карпович Рябокляч (6 жовтня 1923, село Півці, тепер Кагарлицького району Київської області — 19 червня 1982, місто Київ) — український радянський діяч, журналіст, відповідальний редактор газети «Радянська Україна». Депутат Верховної Ради УРСР 7—8-го скликань. Кандидат у члени ЦК КПУ в 1966—1971 р. Член ЦК КПУ в 1971—1976 р. Кандидат історичних наук, доцент.

## Біографія
Народився у селянській родині.
З 1942 року працював літературним працівником радіомовлення міста Кизел Молотовської області РРФСР. У 1942—1943 роках — літературний працівник газети «Уральская кочегарка». У 1943—1945 роках — кореспондент редакції «Последние известия» Всесоюзного радіокомітету у місті Москві.
Член ВКП(б) з 1945 року.
У 1945—1947 роках — літературний працівник, а у 1949—1952 роках — заступник завідувача відділу пропаганди редакції газети «Радянська Україна» в місті Києві.
У 1948 році закінчив Республіканську партійну школу при ЦК КП(б)У. У 1951 році заочно закінчив Вищу партійну школу при ЦК ВКП(б).
З 1952 року — власний кореспондент газети «Правда» по Українській РСР. У 1955 році захистив кандидатську дисертацію «Партійність — основний принцип комуністичної преси».
У 1956—1958 роках — доцент кафедри теорії і практики радянської преси Київського державного університету імені Тараса Шевченка.
У 1958—1962 роках — відповідальний редактор київської обласної газети «Київська правда». Очолював також редакції газет «Радянська освіта», «Київська зоря». У січні — травні 1965 року — відповідальний редактор газети «Вечірній Київ».
У травні 1965—1975 роках — відповідальний редактор газети ЦК КПУ «Радянська Україна». Працював секретарем Спілки журналістів Української РСР.
З 1975 року — доцент кафедри журналістики, мови і літератури Вищої партійної школи при ЦК КПУ.

## Нагороди
- три ордени Трудового Червоного Прапора (4.05.1962)
- Почесна грамота Президії Верховної Ради Української РСР (5.10.1973)
- медалі